# Prorachia dariella
Prorachia dariella là một loài bướm đêm trong họ Noctuidae.